# قزحية
القُـزَحِيَّة أو الحدقة القُـزَحِيَّة هي أكثر أجزاء العين البشرية وضوحا، وتتكون من عضلة دائرية وأخرى طولية للتحكم في كمية الضوء المارة إلى شبكية العين من خلال إنسان العين عن طريق التحكم في قطر وحجم بؤبؤ العين. ويميز لون قزحية العين لون العين فمنها البني ومنها الأزرق أو الأخضر، ويغلب اللون الأزرق في شعوب الشمال، حيث يكون تأثير الشمس ضعيفا.

## التركيب
تتكون القزحية من طبقتين: الطبقة الليفية الوعائية المصبوغة المعروفة باسم السدى أو السترومة في الجزء الأمامي، وتحتها طبقة الخلايا الظهارية المصبوغة.
تتصل السدى بالعضلة العاصرة (المضيقة الحلقية)، التي تقوم بتضييق بؤبؤ العين في حركة دائرية، ومجموعة من العضلات الموسعة، التي تسحب القزحية بشكل شعاعي لتوسيع البؤبؤ، وتجذبه في شكل طيات، ويُغطى السطح الخلفي بطبقة ظهارية شديدة الصبغية يتكون سُمكها من خليتين (ظهارة الصبغة القزحية)، بينما لا يحتوي السطح الأمامي على أي ظهارة، حيث يعمل كعضلات موسعة. ويمنع محتوى الصبغ العالي الضوءَ من المرور عبر القزحية إلى الشبكية، مما يجعله يمر عبر البؤبؤ فقط. وتتصل الحافة الخارجية للقزحية، والمعروفة باسم الجذر، بالصلبة والجسم الهدبي الأمامي، حيث تعرف القزحية والجسم الهدبي معا باسم العنبية الأمامية، وتعرف المنطقة الموجودة أمام جذر القزحية باسم الشبكة الترابقية، والتي من خلالها يتم تصريف الخلط المائي باستمرار من العين؛ لذا فإن أمراض القزحية غالباً ما يكون لها تأثيرات مهمة على ضغط العين، وتأثير غير مباشر على الرؤية. وتوفر القزحية مع الجسم الهدبي الأمامي مسارًا ثانويًا لتصريف الخلط المائي من العين.
وتنقسم القزحية إلى منطقتين رئيسيتين:
1. المنطقة الحدقية وهي المنطقة الداخلية التي تشكل حدود بؤبؤ العين.
2. المنطقة الهدبية وهي بقية القزحية التي تمتد إلى منشأها في الجسم الهدبي.

الياقة هي المنطقة الأكثر سمكا من القزحية، وتفصل الجزء الحدقي من الجزء الهدبي، وهي البداية الجنينية لغطاء الحدقة، وعادة ما يتم تعريفها على أنها المنطقة التي تتداخل فيها العضلة العاصرة والعضلة الموسعة، وتمتد الحواف الشعاعية من الأطراف إلى منطقة الحدقة؛ لتزويد القزحية بالأوعية الدموية، ويعتبر جذر القزحية هو المنطقة الأنحف والأكثر هامشية.
خلايا العضلية من القزحية هي العضلات الملساء في الثدييات والبرمائيات، وبينما تكون العضلات المخططة في الزواحف (بما في ذلك الطيور). العديد من الأسماك ليس لديها تلك الخلايا العضلية ونتيجة لذلك، لا تستطيع قزحيتها التمدد والتقلص، بحيث يبقى بؤبؤ العين دائمًا بحجم ثابت.

### الجزء الأمامي
يتكون من:
- خبايا فوكس، وهي عبارة عن سلسلة من الفتحات الموجودة على جانبي الياقة، وتسمح بغسل السدى ونسيج القزحية العميق بالخلط المائي. ويمكن رؤية ترابيق الكولاجين التي تحيط بحدود الخبايا في القزحيات الزرقاء.
- منتصف الطريق بين الياقة وبين منشأ القزحية، وتنتج هذه الطيات عن تغيرات في سطح القزحية أثناء توسعها.
- الخبايا الموجودة على قاعدة القزحية، وهي فتحات إضافية يمكن ملاحظتها بالقرب من الجزء الخارجي من الجزء الهدبي من القزحية.[7]

### الجزء الخلفي
يتكون من:
- طيات الانقباض الشعاعية لشوالب، وهي سلسلة من الطيات الشعاعية الرفيعة جدا في الجزء الحدقي من القزحية ممتدة من الطرف الحدقي إلى الياقة.
- الطيات شوالب الهيكلية، وهي طيات شعاعية تمتد من حدود المناطق الهدبية والحدقية، وتكون أوسع بكثير وأكثر تباعدًا، ومتصلة مع منخفضات بين الزوائد الهدبية.
- بعض طيات الانقباض الدائرية التي تكون عبارة عن سلسلة من النتوءات التي تمتد بالقرب من هامش الحدقة وتتفاوت في سمك ظهارة القزحية الصبغية، ويكون بعضها الآخر في الجزء الهدبي من القزحية.[7]

### التشريح المجهري

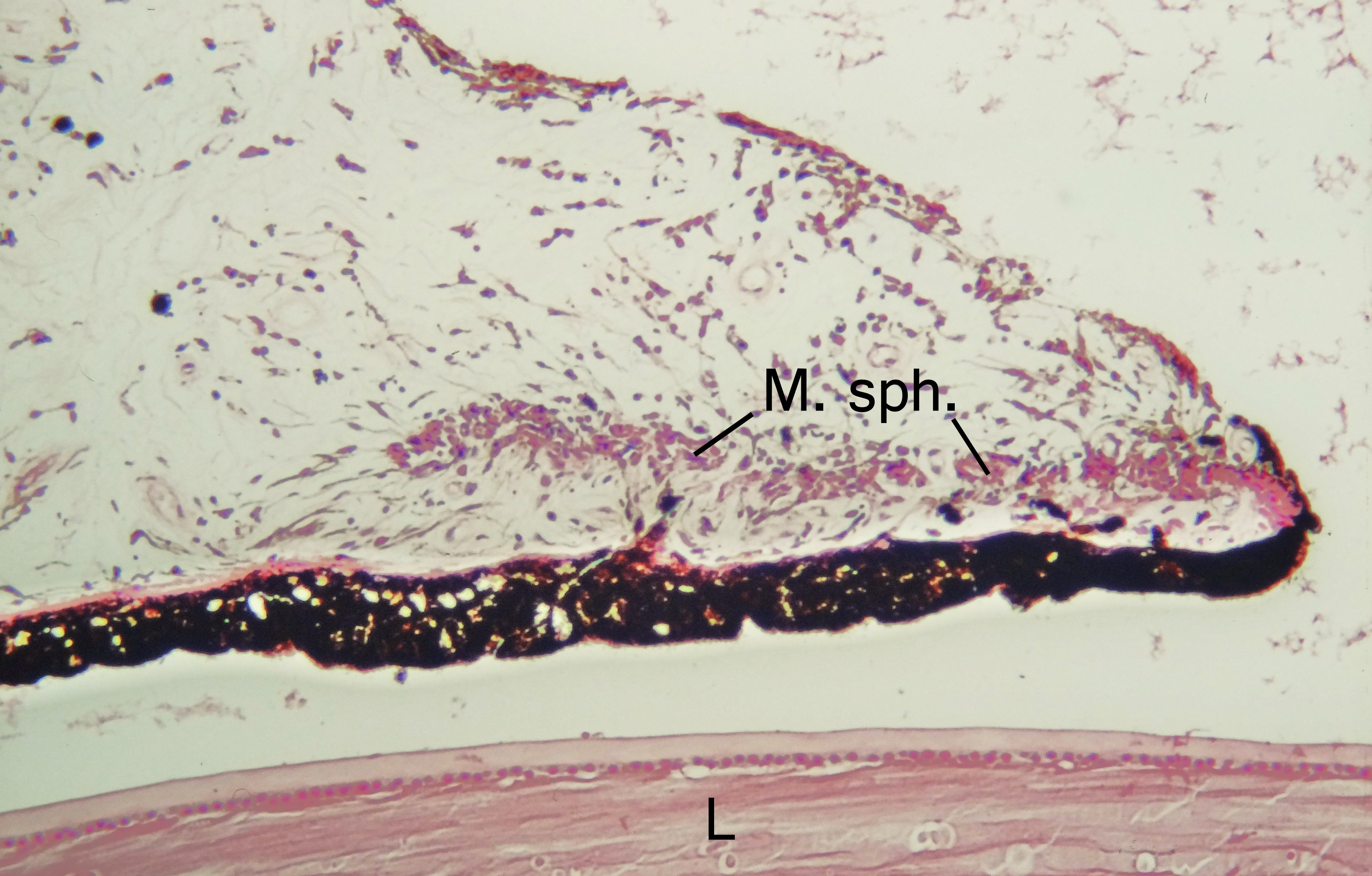
صورة مجهرية بالمجهر الضوئي للقزحية بالقرب من الحدقة M، وsph هي العضلة العاصرة، وL العدسة

طبقات القزحية من الأمام إلى الخلف هي:
- الطبقة المقيدة الأمامية
- ستروما القزحية
- عضلة مصرة القزحية
- العضلات الموسعة للقزحية (العضلية الظهارية)
- الظهارة المصبوغة الأمامية
- الظهارة المصبوغة الخلفية

### التطور
تُستمَد السدى (الستروما) والطبقة الأمامية من القزحية من العرف العصبي، بينما تتطور العضلة مصرة القزحية، والعضلات الموسعة، وكذلك ظهارة القزحية من الكأس البصري للأديم الظاهر العصبي.

## لون العين

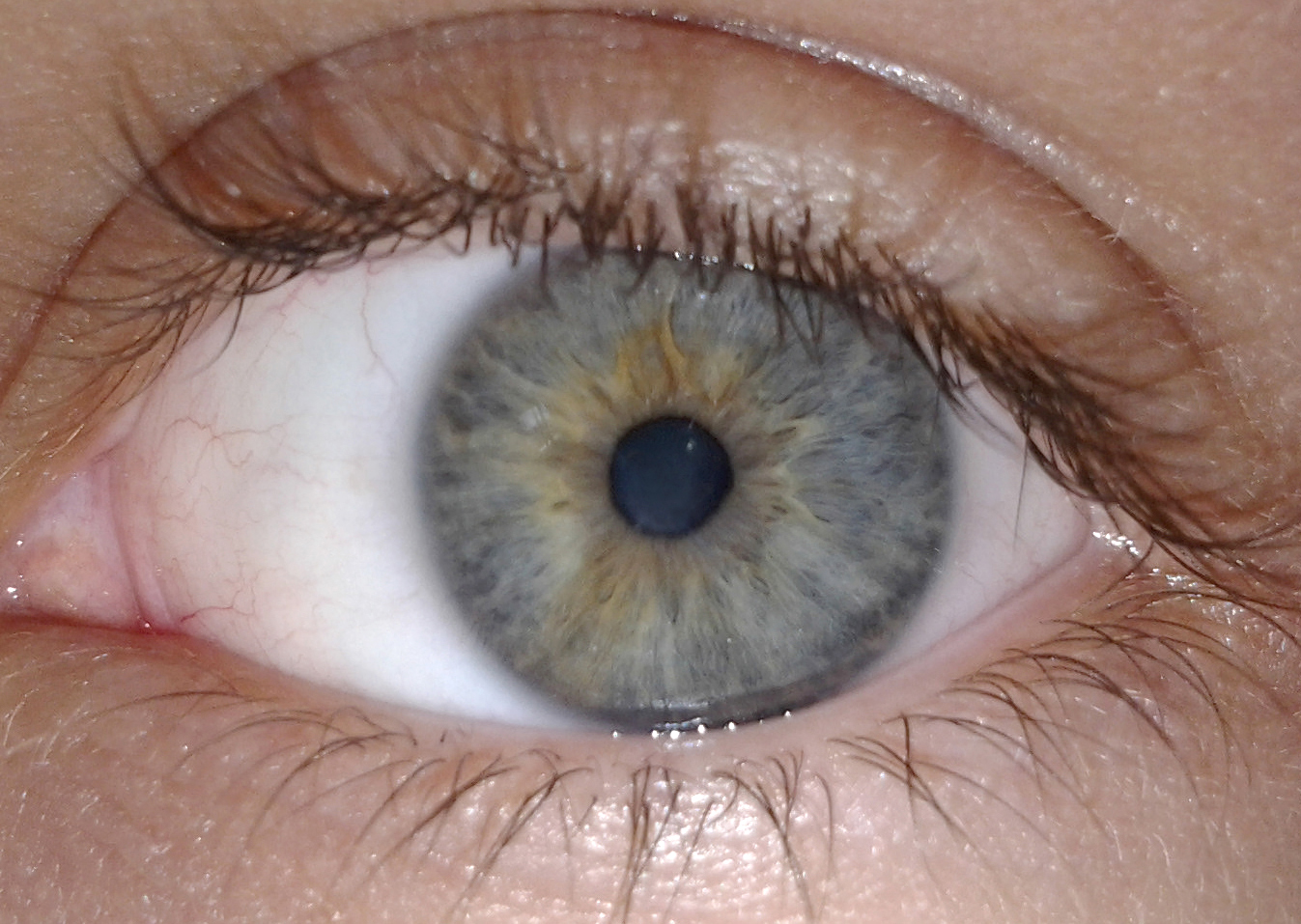
من بين الأنماط الظاهرية للإنسان، تعتبر العيون الزرقاء/الخضراء/الرمادية لونًا نادرًا نسبيًا، وغالباً ما يُلاحَظ اللون الصحيح باختلاف محيطه.

عادة ما تكون القزحية مصطبغة بشدة، ويتراوح لونها عادة بين البني أو الأخضر أو الرمادي أو الأزرق. وفي بعض الأحيان، يرجع لون القزحية إلى نقص التصبغ، كما هو الحال مع اللون الأبيض الوردي للمهق الجلدي البصري، أو يكون نتيجة حجب صبغتها بالأوعية الدموية، كما هو الحال في اللون الأحمر للقزحية التي توجد بها الأوعية الدموية بشكل غير طبيعي. وعلى الرغم من تعدد الألوان، إلا أن الصباغ الوحيد الذي يساهم بشكل جوهري في لون قزحية الإنسان العادي هو صبغ الميلانين الداكن، حيث أن كمية صبغة الميلانين في القزحية هي أحد العوامل في تحديد لون العين المظهري للشخص. ومن الناحية الهيكلية، فإن هذا الجزيء الضخم يختلف قليلاً عن مثيله الموجود في الجلد والشعر، ويرجع لون القزحية إلى كميات متغيرة من مادة الإميلانين (الميلانين البني/ الأسود) والفيوميلانين (الميلانين الأحمر/ الأصفر) الذي تنتجه الخلايا الصباغية، وتم العثور على الكثير من الإميلانين في الأشخاص ذوي العيون البنية، والفيوميلانين في الأشخاص ذوي العيون الزرقاء والعيون الخضراء.

### العوامل الجينية والبدنية التي تحدد لون القزحية
لون القزحية هو ظاهرة شديدة التعقيد تتكون من التأثيرات المشتركة للنسيج، والتصبغ، والأنسجة الليفية والأوعية الدموية داخل سدى القزحية، والتي تشكل معا البنية الجينية للفرد في هذا السياق. وإن لون عين الشخص هو في الواقع لون القزحية، بينما تكون القرنية شفافة، والصلبة البيضاء خارج المنطقة محل الاهتمام.

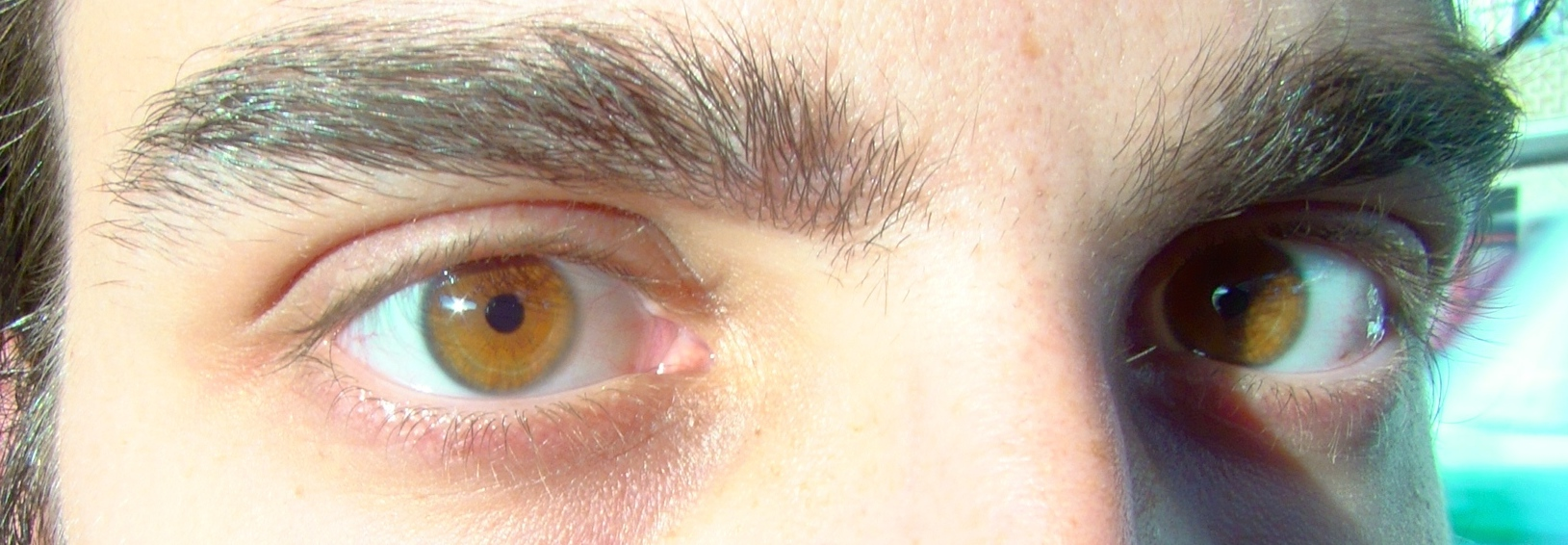
ذكر بالغ ذو عيون بلون العنبر. هذا اللون نادر للغاية ويحدث عندما يكون هناك وجود قوى بشكل غير معتاد للصباغ الأصفر (صبغ الدهون) في القزحية وكمية صغيرة نسبيا من الصبغة بنية اللون (الميلانين)، مما يعطي العين لون برتقالي/ ذهبي.

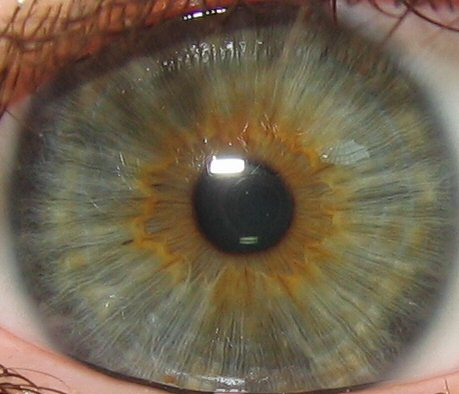
مثال لقزحية بنية- خضراء- رمادية

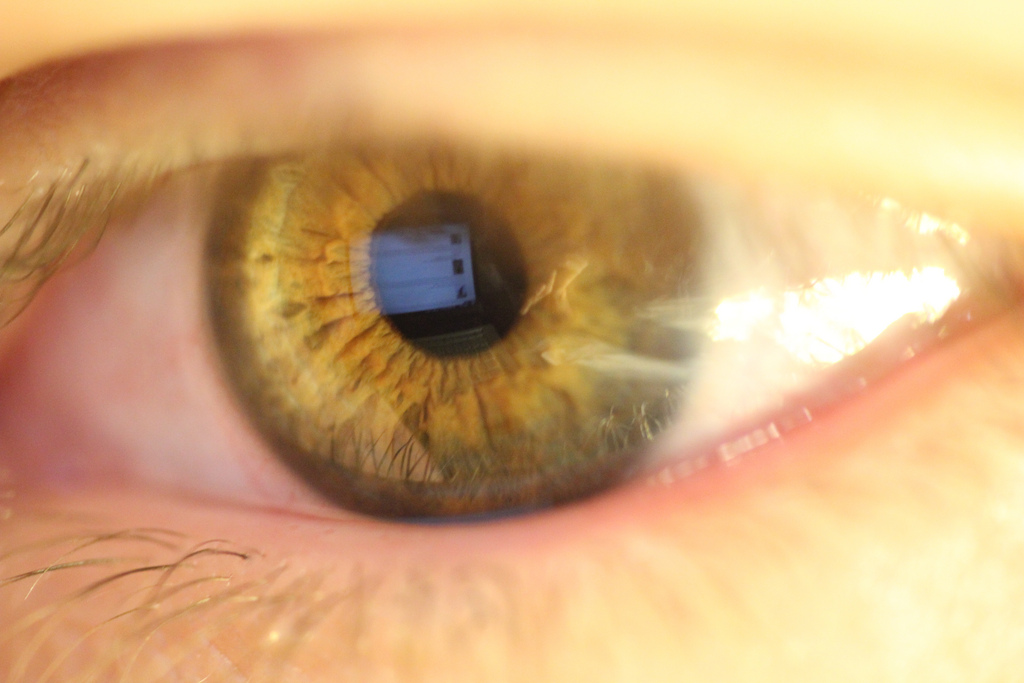
Eمثال لقزحية خضراء- بنية

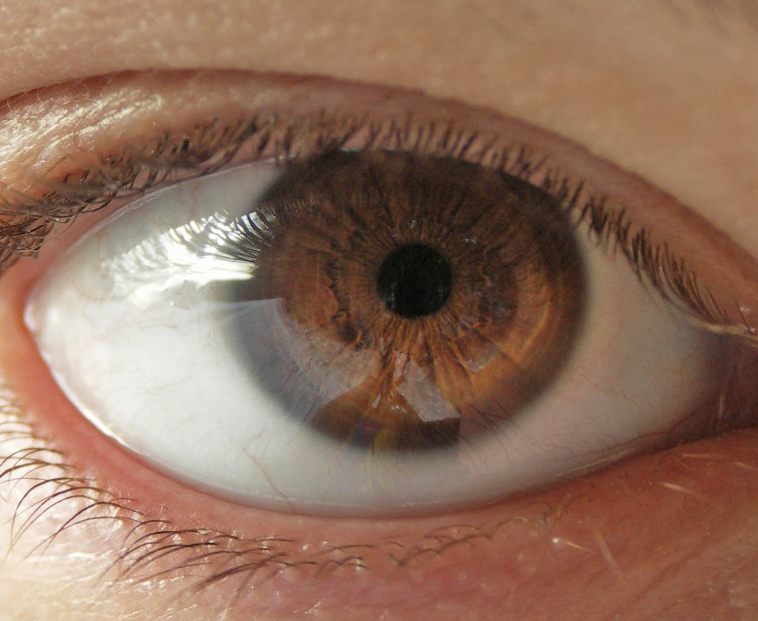
مثال لقزحية بنية

يكون لون الميلانين بني مصفر إلى بني داكن في خلايا صباغ السدى، وأسود في ظهارة القزحية المصبوغة، التي توجد كطبقة رقيقة ولكنها معتمة للغاية في الجزء الخلفي من القزحية. وتُظهِر معظم قزحيات البشر أيضًا تكثيف لمادة الميلانين على السدى البنية في الطبقة الرقيقة الأمامية، والتي لها تأثير واضح على اللون الكلي. درجة توزيع الميلانين الموجود في الحزم تحت الخلوية التي تسمى ميلانوزوم، له بعض التأثير على اللون المرصود، ولكن الميلانوزوم في قزحية البشر والفقاريات الأخرى ليس متحرك، ولا يمكن عكس درجة توزع الصباغ. ويحدث التكتل الشاذ للأجسام الصباغية في المرض، وقد يؤدي إلى تغيرات لا رجعة فيها في لون قزحية العين (انظر تغاير لون القزحيتين أدناه). وتكون الألوان الأخرى غير البني أو الأسود نتيجة انعكاس وامتصاص انتقائي من مكونات السدى الأخرى. وفي بعض الأحيان، يدخل ليبوفوسين في لون العين المرئي خاصة في العيون الخضراء المسنة أو المريضة.
إن الآليات البصرية التي تؤثر بها مكونات السدى غير المصطبغة على لون العين معقدة، والعديد من العبارات الخاطئة موجودة في الأدبيات. ويعتبر الامتصاص والانعكاس الانتقائي البسيط بواسطة الجزيئات البيولوجية (الهيموغلوبين في الأوعية الدموية والكولاجين في الوعاء والستروما) هو العنصر الأكثر أهمية، كما يحدث تبعثر ريليه وتبعثر تندل (الذي يحدث أيضًا في السماء) وانحراف الضوء. بينما لا يسهم تبعثر رامان والتداخل البناء، كما هو الحال في ريش الطيور، في لون العين البشرية، ولكن ظواهر التداخل مهمة في خلايا صبغية القزحية الملونة ببراعة (حامل الصباغ) في العديد من الحيوانات. ويمكن أن تحدث تأثيرات التداخل على المستوى المجهري الجزيئي والضوئي، وغالبًا ما ترتبط (في الخلايا الحاملة للميلانين) بتكوينات شبه بلورية تعزز التأثيرات البصرية. ويتم التعرف على التداخل من خلال الاعتماد المميز للون على زاوية الرؤية، كما يتبين في بقع بعض أجنحة الفراشة، على الرغم من أن المكونات الكيميائية تبقى كما هي. وعادة ما يولد الأطفال البيض بعيون زرقاء، حيث لا يكون هناك أي صباغ في السدى، وتظهر عيونهم باللون الأزرق بسبب التبعثر والامتصاص الانتقائي من الظهارة الخلفية. وإذا تم ترسب الميلانين بنسبة كبيرة، سيكون اللون بني أو أسود، وإلا فسيظل أزرق أو رمادي.
ليست جميع العوامل المساهمة نحو لون العين وتغيره مفهومة تمامًا، وإن السمات المتنحية/ السائدة في لون القزحية متأصلة في الأنواع الأخرى، لكن تلوينها يمكن أن يتبع نمطا مختلفا.

#### اللون الكهرماني أو العسلي
اللون الكهرماني في العيون هو لون مصمت مجسم نادر للغاية في البشر يحتوي على بعض من خليط الأصفر/الذهبي، وذلك نتيجة لترسيب القليل من صبغة صفراء اللون تسمي ليبوكروم في القزحية (والتي توجد أيضاً في العيون الخضراء)؛ وذلك لأن العيون الخضراء تحتوي على كمية كبيرة من الميلانين والفيوميلانين. وفي كثير من الأحيان في الإضاءة السيئة، يمكن للمرء أن يخطئ بين العيون الكهرمانية والبنية، ويحدث أيضا عندما يُنظَر إليها من بعيد أو في الصور مع الإضاءة السيئة كذلك. ولكن في المناطق الطبيعية أو المضاءة جيدًا، من السهل جدًا معرفة الفرق بين اللونين. وهناك خطأ شائع آخر يصنعه الناس وهو الإشارة إلى العيون الكهرمانية على أنها بلون بندق، على الرغم من أن العيون بندقية اللون بها وجود أقوى من الميلانين مع وجود لونين متميزين للغاية داخل القزحية (عادة أخضر/ بني)، وغالبا ما تحتوي على الكثير من البقع ذات الألوان المختلطة.

### تغاير لون القزحيتين

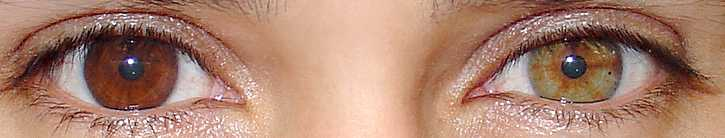
تغاير التلوّن الكامل أو الكلّي في عيون شخص ما، حيث تظهر إحدى العينين بنّية اللّون والأخرى عسليّة إلى خضراء اللّون.

تغاير لون القزحيتين هي حالة العين التي تكون فيها إحدى القزحيتين ذات لون مختلف عن القزحية الأخرى (تغاير اللون الكامل)، أو يكون جزء من قزحية له لون مختلف عن الباقي (تغاير اللون الجزئي أو القطاعي)، وهو أمر غير شائع في البشر، وغالبا ما يكون مؤشرا لأمراض العين، مثل التهاب القزحية المزمن أو ورم القزحية الميلاني المنتشر، ولكن قد يحدث أيضا كمتغير طبيعي، ووجود قطاعات أو بقع من ألوان مختلفة لافتة للنظر في القزحية نفسها هي أقل شيوعا. ولُقِب الإسكندر الأكبر وأناستاسيوس الأول باسم ديكورو (dikoros، «ذو الحدقتين») بسبب تغاير لون القزحيتين الخاصة بهم، ولكن لم يكن ذلك الـdicoria صحيح (حدقتين في نفس القزحية) في حالتهما، حيث يمكن أن يكون تعدد الحدقات الحقيقي بسبب مرض أو غالبا بسبب صدمة سابقة أو جراحة.

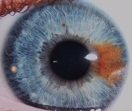
عين شخص بالغ توضّح تغاير التلوّن الجزئي حيث تظهر بقعة برتقاليّة اللّون في عينه اليمنى ذات اللّون الأزرق. ومن الجدير بالذّكر أن والدة هذا الشّخص كانت تملك نفس البقعة في عينها اليسرى ذات اللّون الأخضر

وعلى النقيض من ذلك، فإن تغاير لون القزحيتين وأنماط قزحية العين المتنوعة شائعة في الممارسة البيطرية، كما في كلاب هسكي سيبيري، مما قد يكون مشابها لمتلازمة واردينبيرغ المحددة وراثيا في البشر. وقد تظهر بعض القطط البيضاء (مثل أنغورا التركية البيضاء أو قطط فان التركية البيضاء) تغاير لون القزحيتين، حيث يكون النمط الأكثر شيوعًا هو اللون الأزرق في أحد العينين، والنحاسي، أو البرتقالي، أو الأصفر، أو الأخضر في الأخرى، كما أن التباين داخل نفس القزحية شائع أيضًا في بعض الحيوانات، وهو القاعدة في بعض الأنواع. وقد تُظهِر العديد من سلالات الرعي، خاصة تلك التي تحتوي على لون أزرق مزركش مناطق زرقاء واضحة المعالم داخل قزحية بنية اللون بالإضافة إلى عيون زرقاء وأخرى داكنة، كما تُظهِر بعض الخيول اللون العسلي، والبني، والأبيض، والأزرق داخل نفس العين دون أي علامة على مرض بالعين.
كما تعرف القزحية البيضاء أو ذات اللون الأبيض المزرق باسم العين البيضاء (walleye).

## الأهمية السريرية
عندما يتم تصوير القزحية باستخدام الفلاش، تتقلص ولكن ليس بالسرعة الكافية لتجنب تأثير العين الحمراء، ويمثل ذلك انعكاس الضوء من الجزء الخلفي من العين، ويرتبط ارتباطًا وثيقًا بمصطلح «رد الفعل الأحمر»، الذي يستخدمه أطباء العيون وفاحصي النظر في وصف المظاهر في فحص قاع العين.

### التهاب الملتحمة
عندما يُستخدم كمصطلح وصفي في الطب، فإن معنى العين الحمراء يختلف تمامًا، ويشير إلى احمرار الملتحمة الصلبية؛ بسبب توسع الأوعية الدموية السطحية، كما يشير إلى العدوى السطحية (التهاب الملتحمة)، أو التهاب داخل العين، أو ارتفاع الضغط داخل العين (الجلوكوما الحادة أو الجلوكوما المزمنة غير المعاَلجة في بعض الأحيان)، ويعني هذا الاستخدام لمصطلح «العين الحمراء» أن هناك مرض ما، ولذلك لا يستخدم في الطب مع المهق العيني، حيث تكون العين سليمة على الرغم من احمرار بؤبؤ العين الواضح مع قزحية وردية اللون شفافة بسبب الضوء المنعكس من قاع العين. ويُستخدم مصطلح «العين الحمراء» بشكل أكثر مرونة في الممارسة البيطرية، حيث يمكن أن يكون فحص أمراض العيون صعباً، وعادة ما توصف بأنها «العين الوردية» بدلاً من «العين الحمراء».

## الثقافة والمجتمع

### طب القزحية
طب القزحية هو تقنية الطب البديل، التي يعتقد مؤيدوها أنه يمكن بدراسة الأنماط، والألوان، والخصائص الأخرى للقزحية تحديد المعلومات المتعلقة بالصحة العامة للمريض. ويقوم الممارسون بمطابقة ملاحظاتهم مع مخططات القزحية التي تقسم القزحية إلى مناطق مقابلة لأجزاء محددة من جسم الإنسان، ويرى أخصائيو علم القزحية أن العينين هي «نوافذ» إلى حالة صحة الجسم.
بينما لا تدعم دراسات البحوث النوعية طب القزحية، ويُعتبر من العلوم الزائفة من قِبَل غالبية الممارسين الطبيين والعاملين بالعناية بالعين.

## أصل الكلمة
كلمة قزحية مستمدة من إله قوس قزح اليوناني، وذلك بسبب ألوان القزحية العديدة.

## رسومات

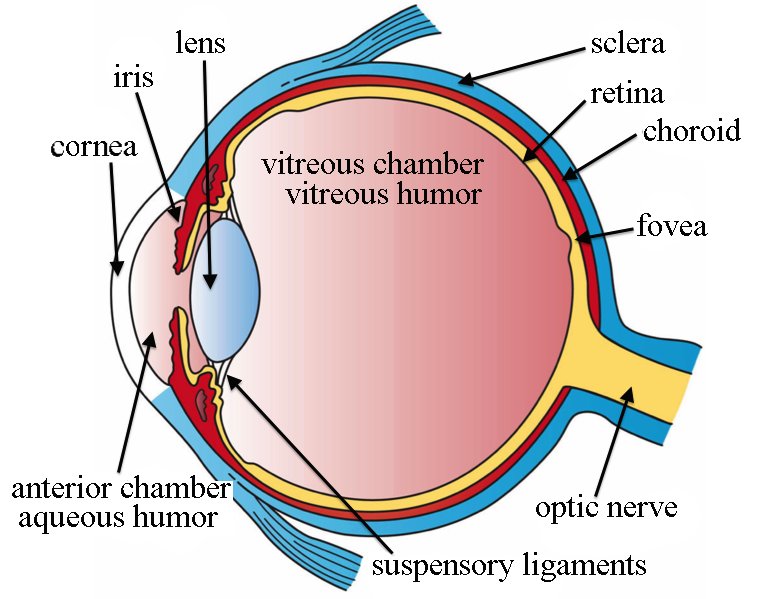
تركيب العين
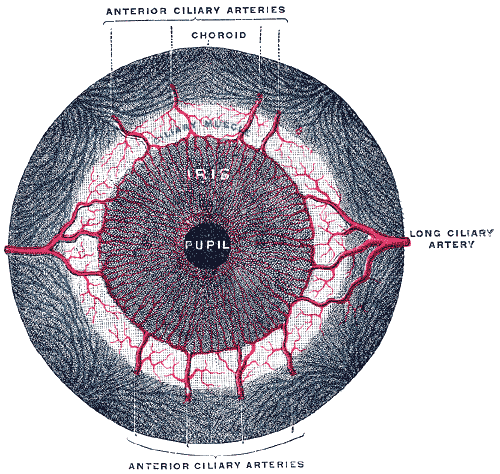
منظر أمامي للقزحية

## اقرأ أيضا
- عين الإنسان
- شبكية
- رؤية النهار ورؤية في الظلام
- ثلامة
- بصمة العين
- غياب القزحية

## روابط خارجية
- صور نسيجية: 08010loa — نظام تعلم علم الأنسجة في جامعة بوسطن
- أطلس تشريح جامعة ميشيغان eye_1 - "Sagittal Section Through the Eyeball"